# Allocosa schoenlandi
Allocosa schoenlandi este o specie de păianjeni din genul Allocosa, familia Lycosidae. A fost descrisă pentru prima dată de Pocock, 1900. Conform Catalogue of Life specia Allocosa schoenlandi nu are subspecii cunoscute.